# Rugrats in Paris – Der Film
Rugrats in Paris – Der Film (Originaltitel: Rugrats in Paris: The Movie) ist eine Verfilmung der erfolgreichen Nickelodeon-Serie Rugrats aus dem Jahr 2000. Der Animationsfilm ist zugleich der zweite Teil einer Trilogie, die auf der Zeichentrickserie beruht.

## Handlung
Während der Hochzeitsfeier von Tommys Großvater Lou wird Chuckie und seinem Vater Chaz klar, wie sehr ihnen Chuckies Mutter bzw. Chaz’ Frau fehlen. Chaz glaubt, dass ihnen eine neue Mutter gut tun würde. Kurz darauf erhält Tommys Vater Stu einen Anruf aus Paris: er soll in den Vergnügungspark Reptarland, um einen riesigen Reptar-Roboter zu reparieren. Zusammen mit seiner Frau Didi, seinen Söhnen Tommy und Dil, seiner Nichte Angelica, dem Hund Spike, den Freunden Howard und Betty sowie deren Kindern, den Zwillingen Phil und Lil macht er sich sofort auf die Reise in die Stadt der Liebe. Selbstverständlich kommen Chaz und Chuckie auch mit. Chuckie hofft, in Paris eine neue Mutter zu finden.
Währenddessen erfährt die zickige Parkleiterin Coco La Bouche von ihrem Chef Yamaguchi, dass sie Reptarland übernehmen kann, wenn sie ein Herz für Kinder hat. Der Haken ist nur, dass sie weder ein Herz hat noch Kinder ausstehen kann. Von Angelica erfährt sie, dass Chaz alleinerziehend ist, was sie als gute Gelegenheit betrachtet. Sie versucht sofort, ihn zu umgarnen, damit er sie heiratet. Die Kinder lernen dabei Cocos freundliche Sekretärin Kira Watanabe und ihre Tochter Kimi kennen, die sich sofort mit ihnen anfreundet. Mit einem gemeinen Trick schafft es Coco, Chaz glauben zu lassen, Chuckie wolle sie als neue Mutter. Dann aber lässt sie die Kinder wegsperren und nimmt Chuckie sogar den Teddybären seiner toten Mutter weg, was sogar die treue Kira schockiert.
Dann aber schaffen es die Kinder, die Hochzeit mithilfe eines riesigen Reptar-Roboters zu sprengen, wobei Chuckie sein erstes Wort lernt: „Nein.“ Schließlich kommt sogar Cocos dämlicher Komplize Jean-Claude herbei und verrät unabsichtlich Cocos fiese Pläne. Das Ergebnis: Coco wird entlassen und Chuckie bekommt in Kira nicht nur eine neue Mutter, sondern in Kimi auch noch eine neue Schwester. Doch auch Tommys Hund Spike kann einen Erfolg von der Reise vorlegen: eine nette Pudeldame!

## Kritik
Der US-amerikanische Filmkritiker Roger Ebert bescheinigte dem Film, er sei „besser als der Rugrats-Film von 1998, lustiger, komischer und mit mehr Identitfizierungspunkten für Erwachsene“. Ebert lobte besonders das Aussehen des Films, das „jedem vertraut sein wird, der die TV-Show kennt“. Der Film sei auch für Erwachsene geeignet. Das Lexikon des Internationalen Films ordnete den Film als „weitgehend zäh und humorlos entwickelten Zeichentrickfilm“ ein, „der nur in wenigen Momenten zündende Gags bietet“.

## Synchronisation
| Figur               | Originalsprecher    | deutscher Sprecher |
| ------------------- | ------------------- | ------------------ |
| Chuckie Finster     | Christine Cavanaugh | Eva Michaelis      |
| Tommy Pickles       | Elizabeth Daily     | Angela Quast       |
| Angelica Pickles    | Cheryl Chase        | Monika Barth       |
| Coco la Bouche      | Susan Sarandon      | Carla Becker       |
| Lil Deville         | Kath Soucie         | Micaëla Kreißler   |
| Phil Deville        | Kath Soucie         | Reinhilt Schneider |
| Chas Finster        | Michael Bell        | Oliver Reinhard    |
| Dil Pickles         | Tara Strong         | Tanja Schumann     |
| Jean-Claude         | John Lithgow        |                    |
| Charlotte Pickles   | Tress MacNaille     | Isabella Grothe    |
| Susie Carmichael    | Cree Summer         | Daniela Reidies    |
| Grandpa Lou Pickles | Joe Alaskey         | Wolf Rahtjen       |
| Lulu Pickles        | Debbie Reynolds     | Ursula Vogel       |
| Drew Pickles        | Michael Bell        | Achim Schülke      |